# Dimas (brazylijski piłkarz)
Dimas, właśc. Dimas Filgueiras Filho (ur. 13 maja 1944 w Rio de Janeiro, zm. 22 grudnia 2023) – piłkarz brazylijski, występujący na pozycji pomocnika.

## Kariera klubowa
W czasie kariery piłkarskiej Dimas grał w klubie Botafogo FR. Z Botafogo dwukrotnie zdobył mistrzostwo stanu Rio de Janeiro – Campeonato Carioca w 1967 i 1968 oraz wygrał Torneio Rio - São Paulo w 1966 roku.

## Kariera reprezentacyjna
W 1964 roku Dimas uczestniczył w igrzyskach olimpijskich w Tokio. Na turnieju Dimas był rezerwowym zawodnikiem i nie wystąpił w żadnym meczu reprezentacji Brazylii.

## Kariera trenerska
Po zakończeniu kariery piłkarskiej Dimas został trenerem. Największy sukces osiągnął w 1994 roku w klubie Ceará Fortaleza. Z Cearą dotarł do finału Copa do Brasil. Od 2010 roku był po raz czwarty trenerem Ceary.